# Miriam Spoerri
Miriam Spoerri (20 de julio de 1931 - 20 de febrero de 2010) fue una actriz teatral y cinematográfica suiza de origen rumano. Era hermana de Daniel Spoerri y Theophil Spoerri.

## Biografía
Su nombre verdadero era Miriam Feinstein, y nació en Galați, Rumania, siendo sus padres el misionero Isaac Feinstein y su esposa, Lydia Spoerri. El padre, de origen judío, adoptó la creencia evangelista, predicando su fe entre los judíos en Noruega. En el verano de 1941 los fascistas rumanos asesinaron a su padre en el pogromo de Iaşi. Como resultado de ello, su madre, una ciudadana suiza, huyó a Suiza en 1942 con sus seis hijos. Tras sus estudios secundarios y en la escuela de arte de Basilea, recibió formación interpretativa en la Escuela Superior de las Artes de Zúrich de Erwin Kalser, Gustav Knuth, Walter Richter y Hermann Wlach.
Miriam Spoerri se casó tres veces, siendo sus esposos Karl Walter Diess, Ernst Ginsberg y Herbert Fleischmann. Tuvo una hija fruto de su relación con el actor Karl Walter Diess. La actriz falleció en Zúrich, Suiza, en el año 2010.

## Filmografía (selección)
- 1960 : Fabrik der Offiziere, de Frank Wisbar
- 1960 : Emilia Galotti (telefilm), de Ernst Ginsberg
- 1965 : Freiheit im Dezember (telefilm), de Fritz Umgelter
- 1966 : Kopfstand, Madam!, de Christian Rischert
- 1967 : Mr. Arcularis (telefilm), de Fritz Umgelter
- 1968 : Heidi (telefilm), de Delbert Mann
- 1968 : Kraft des Gesetzes (telefilm), de Rolf Hädrich
- 1968 : Diese Frau zum  Beispiel (telefilm), de Heinz von Cramer
- 1970 : Baal (telefilm), de Volker Schlöndorff
- 1972 : Die Witwen oder eine vollkommene Lösung (telefilm), de Tom Toelle
- 1973 : Victor oder die Kinder an der Macht (telefilm), de Tom Toelle
- 1973 : Verwandte sind auch Menschen (telefilm), de Wolfgang Liebeneiner
- 1973 : Plaza Fortuna (telefilm), de Wolfgang Liebeneiner
- 1976 : Das Unglück, de Georg Radanowicz
- 1978 : Das Einhorn, de Peter Patzak
- 1978 : Späte Liebe (telefilm), de Ilse Hofmann
- 1978 : Als Hitler das rosa Kaninchen stahl (telefilm), de Ilse Hofmann
- 1984 : Der Sprinter, de Christoph Böll
- 1985 : Edvige Scimitt - Ein Leben zwischen Liebe und Wahnsinn, de Matthias Zschokke
- 1992 : Der Tod zu Basel (telefilm), de Urs Odermatt
- 1995 : Der Nebelläufer, de Jörg Helbing

## Teatro (selección)

### Stadttheater deSan Galo
- 1953 : Der kleine Totentanz,de Hans Rudolf Hilty
- 1953 : Die Marquise, de Noël Coward
- 1953 : El enfermo imaginario, de Molière
- 1954 : Fausto, de Johann Wolfgang von Goethe
- 1954 : Kabale und Liebe, de Friedrich Schiller
- 1954 : Ruf am Abgrund, de Albert Steffen
- 1954 : Die Feldpredigt, de Regina Ullmann
- 1954 : Die sechste Etage, de Alfred Gehri
- 1954 : Donna Diana, de Agustín Moreto
- 1955 : Die Laune des Verliebten, de Johann Wolfgang von Goethe
- 1955 : Heirat wider Willen / Die Zwangsheirat, de Molière
- 1955 : Der schwarze Hecht, de Paul Burkhard
- 1955 : Die Piccolomini, de Friedrich Schiller
- 1955 : Die Freier, de Joseph von Eichendorff
- 1955 : Der Traum ein Leben, de Franz Grillparzer
- 1955 : Ein Engel kommt nach Babylon, de Friedrich Dürrenmatt

### Schauspielhaus deGraz
- 1957 : César y Cleopatra, de George Bernard Shaw

### Kurtheater Baden
- 1955 : Antígona, de Jean Anouilh

### Schauspielhaus Zürich
- 1956 : Winterwende, de Maxwell Anderson
- 1962 : Die Pariser Komödie, de William Saroyan

### Deutsches Theater deGotinga
- 1958 : Look Back in Anger, de John Osborne
- 1958 : La gata sobre el tejado de zinc, de Tennessee Williams
- 1958 : El diario de Ana Frank, de Frances Goodrich

### Staatstheater deDarmstadt
- 1961 : Emilia Galotti, de Gotthold Ephraim Lessing
- 1962 : Trabajos de amor perdidos, de William Shakespeare

### Festival de Bad Hersfeld
- 1961 : Orestíada, de Esquilo
- 1961 : Welttheater, de Hugo von Hofmannsthal
- 1962 : El jardín de los cerezos, de Antón Chéjov
- 1963 : Ein Engel kommt nach Babylon, de Friedrich Dürrenmatt
- 1963 : El sueño de una noche de verano, de William Shakespeare
- 1964 : El sueño de una noche de verano, de William Shakespeare

### Burgenland Burgspiele von Forchtenstein
- 1967 : Die Jüdin von Toledo, de Franz Grillparzer

### Fritz Rémond Theater
- 1968 : Das ohnmächtige Pferd, de Françoise Sagan
- 1969 : Das Märchen vom Wolf, de Ferenc Molnár

### Tribüne Berlin
- 1970 : Sir Arthurs seltsame Spiele, de Alexander Reeling

### Badisches Staatsteather Karlsruhe
- 1979 : Die Wupper, de Else Lasker-Schüler

## Radio
En el año 1966 Bayerischer Rundfunk y Südwestfunk produjeron una adaptación a la radio de la novela Mein Name sei Gantenbein, que dirigió Rudolf Noelte. Miriam Spoerri actuó acompañada de Robert Freitag y Dagmar Altrichter, entre otros.